# ショッピングタウンあいたい
ショッピングタウンあいたいは、1998年（平成10年）4月8日に開業した神奈川県横浜市都筑区にある駅直結のショッピングセンター。横浜市営地下鉄センター北駅に直結し、モザイクモール港北と共に駅の顔となっている。

## 概要
銀行や飲食店など50を超える店舗がある。開業以来、生鮮をはじめ日用雑貨など日常の買い回りをサポートする地域の「生活利便館」として利用されている。
2017年（平成29年）8月4日、東急ストアのオープンに伴い、当施設のリニューアルを実施。新たなテナントも順次オープンしている。

## 主な店舗
- 佐藤貴美枝ニットソーイングクラブ
- あいたい歯科
- リストサザビーズインターナショナルリアルティ
- ヘアーサロン横浜トニー
- コワフェルドエクセル
- 明光義塾
- アミティーイングリッシュ
- あいたいコミュニティールーム
- 河合塾マナビス
- 七田式
- ポポラ
- 昭和音楽大学附属音楽教室
- 叙々苑
- ゆかりな
- イオン新体操スクール
- ダイソー
- コメダ珈琲店
- ユザワヤ
- 青山フラワーマーケット
- 空海
- 梅蘭
- しゃぶしゃぶ温野菜
- 東急ストア
- ハックドラッグ
- ミスタードーナツ to go
- サブウェイ
- ドトールコーヒーショップ
- ポンパドウル
- 横浜銀行
- 横浜信用金庫
- 三井住友信託銀行
- 三井住友銀行
- 横浜センター北駅前郵便局
- 魚民
- ファミリーマート
- ソフトバンク&Y!mobile